# Azucarillo
El azucarillo, a veces denominado bolado, era un dulce típico de Madrid y de otros lugares de España. Su componente principal era el azúcar y se preparaba de modo que quedaba una especie de masa porosa y rígida, que se tomaba normalmente con agua y una copita de aguardiente. A veces se aromatizaba con esencias (vainilla, fresa...). Debido a la progresiva mejor alimentación de los españoles y, por lo tanto, menor necesidad de azúcar, cayó en desuso y es difícil de encontrar actualmente.
Se pueden ver en la película de Luis Buñuel, Tristana, servidos en la última cena de Don Lope.
Hay una zarzuela de nombre Agua, azucarillos y aguardiente.
Coloreado de negro, se fabrica un dulce semejante para venderlo como carbón dulce los días 5 y 6 de enero con motivo de los Reyes Magos.
Actualmente se denomina azucarillo a los terrones paralelepípedos de azúcar que endulzan el café y otras bebidas.